# Hygrophorus fornicatus
Hygrophorus fornicatus är en svampart som tillhör divisionen basidiesvampar, och som beskrevs av Fr.. Hygrophorus fornicatus ingår i släktet Hygrophorus, och familjen Hygrophoraceae. Arten är reproducerande i Sverige.